# Мирко Винценс
Мирко Винценс (Вараждин 14. јануар 1911 — Загреб, 17. јул 1944) бивши је југословенски кајакаш који се такмичио на Олимпијским играма 1936. у Берлину.
Учествовао је у трци склопивих кајака једноседа Ф-1 на 10.000 метара. Завршио је као 11. од укупно 13 какајаша из исто колико земаља.